# Epipontonia tahitiensis
Epipontonia tahitiensis is een garnalensoort uit de familie van de Palaemonidae. De wetenschappelijke naam van de soort is voor het eerst geldig gepubliceerd in 2004 door Bruce.